# Schnitzlergambiet
Het Schnitzlergambiet is in de opening van een schaakpartij een variant in de Siciliaanse verdediging. Het heeft de volgende beginzetten:

1. e4 c5 (Siciliaanse verdediging)
2. d4 cd
3. Lc4 e6

Het gambiet valt onder ECO-code B21.